# 関鉄筑波商事
関鉄筑波商事株式会社（かんてつつくばしょうじ、英: Kantetsu Tsukuba Shoji Co., Ltd.）は、茨城県土浦市上坂田字浦山1446番地1に本社を置くビルの賃貸及びゴルフ練習場の経営を主な事業としている日本の企業である。関東鉄道完全子会社であり、関鉄グループ・京成グループの企業の一つである。
資本金は5,000万円。旧称は筑波鉄道株式会社（つくばてつどう）で、1979年（昭和54年）から1987年（昭和62年）までは鉄道事業を行っていた。

## 沿革

筑波鉄道時代の社章

赤字路線であった関東鉄道筑波線を関東鉄道から分離する目的で、1979年3月6日に筑波鉄道株式会社が設立され、同年4月1日には筑波線を関東鉄道から譲り受けた。結果として1987年4月1日に筑波線の全線を廃止した。
鉄道事業の廃止後は、それまで鉄道事業の副業として行っていた賃貸業を中心として事業を行っており、1987年6月23日に現在の社名に改めている。筑波線の廃線後その跡地を茨城県がサイクリングロード（現在のつくば霞ヶ浦りんりんロード）として活用するために、線路の跡地を茨城県土地開発公社に売却している。現在同社が経営している土浦市内の賃貸ビル、関鉄つくばビルはこの資金を元に建設したものである。
2025年5月11日にこれまで運営していたゴルフ練習場「関鉄ゴルフセンター」を営業終了、続く同年6月1日には会社自体が親会社の関東鉄道に吸収合併されることとなり、会社としての歴史も幕を下ろすことが決まった。